# Theodore Sedgwick
Theodore Sedgwick (West Hartford, provincia de Connecticut; 9 de mayo de 1746-Boston, 24 de enero de 1813) fue un abogado, político y jurista estadounidense que se desempeñó como el 4.º presidente de la Cámara de Representantes de los Estados Unidos entre 1799 y 1801. Dos veces representante y senador de los Estados Unidos por Massachusetts entre 1796 y 1799, ejerció la presidencia pro tempore del Senado brevemente entre junio y diciembre de 1798.
Sirvió en la Cámara de Representantes de Massachusetts en 1780, y nuevamente entre 1782 y 1783, desempeñándose como presidente de 1787 a 1788. Formó parte del Senado de Massachusetts entre 1784 y 1785, dejando el cargo para convertirse en delegado al Congreso Continental. También fue delegado en 1788 para la adopción estatal de la Constitución federal. Se desempeñó como juez de la Corte Suprema de Massachusetts desde 1802 hasta su muerte en 1813.

## Biografía
Nació en West Hartford, Connecticut, el 9 de mayo de 1746. Hijo de Benjaman Sedgwick (1716-1755), su ancestro Robert Sedgwick llegó a la colonia de la Bahía de Massachusetts en 1636, como parte de la Gran Migración. Estudió teología y derecho en Yale College —actual Universidad Yale—, aunque no se graduó. Fue admitido a un colegio de abogados en 1766 y comenzó a ejercer la abogacía en Great Barrington, Massachusetts. Sirvió en el Ejército Continental durante la guerra de Independencia, participando en la invasión de Canadá y en la batalla de White Plains, en 1776.
En 1780, fue elegido a la Cámara de Representantes de Massachusetts, el primero de sus tres mandatos no consecutivos —el segundo fue de 1782 a 1783, y el último de 1787 a 1788, en el cual de desempeñó como presidente—. Su segundo mandato se vio interrumpido cuando fue elegido al Senado estatal en 1784. Un año después, en 1785, sirvió como delegado al Congreso Continental. Cofundó la Academia Estadounidense de las Artes y las Ciencias en 1780.
En 1788, formó parte de la adopción por parte de Massachusetts de la Constitución de los Estados Unidos, como delegado. Al año siguiente, en 1789, fue elegido a la Cámara de Representantes, donde permaneció hasta su renuncia en 1796 para remplazar a Caleb Strong en el Senado de los Estados Unidos, aunque volvió a la Cámara en 1799. En el Senado, fue elegido como presidente pro tempore entre junio y diciembre de 1798. En su segundo mandato en la Cámara, se desempeñó como presidente (1799-1801). En 1802, fue nombrado juez de la Corte Suprema de Massachusetts, cargo que ocupó hasta su fallecimiento el 24 de enero de 1813.
Sedgwick era muy cercano al presidente John Adams (1797-1801): trabajó para su elección en 1796 y asistió a su investidura al año siguiente. Calificó la toma de posesión de Adams como «el evento más augusto y sublime» al que había participado. Sin embargo, surgieron ciertas disputas políticas durante la administración presidencial, incluidos los esfuerzos de Adams para evitar una escalada en la guerra con Francia. Cuando Sedgwick se enteró de que Adams enviaría emisarios a París para negociar la paz, escribió «acerca de la "mente" vanidosa, celosa y medio frenética» del presidente. A pesar de esto, la mañana del 4 de marzo de 1801 —el último día de Adams como presidente y el día posterior de que Sedgwick se retirara como presidente de la Cámara—, ambos compartieron un viaje en carruaje desde Washington D. C. hasta Massachusetts.
Según una investigación realizada por The Washington Post en 2022 y la Sociedad Histórica de Massachusetts, poseía al menos un esclavo. Una factura de venta del 1 de julio de 1777 muestra que el general John Fellows vendió a una mujer de 30 años llamada Ton a Sedgwick.

## Familia
Alrededor de 1767, se casó con Elizabeth «Eliza» Mason, hija de un diácono de Franklin, Connecticut. En 1771, contrajo viruela y se lo transmitió a Elizabeth, quien entonces estaba embarazada del primer hijo de la pareja. Murió a causa de la enfermedad el 12 de abril de 1771, mientras se encontraba de ocho meses de gestión. Se casó por segunda vez el 17 de abril de 1774 con Pamela Dwight, miembro de una familia de Nueva Inglaterra. Era hija del general de brigada Joseph Dwight, y su segunda esposa, Abigail Williams Sargent. Esta última era hija del coronel Ephraim Williams y media hermana de Ephraim Williams, Jr., fundador de Williams College.
Sedgwick y Pamela tuvieron diez hijos, tres de los cuales murieron al nacer. Durante su matrimonio, Sedgwick solía dejar a su esposa e hijos en Stockbridge, Massachusetts, mientras se «enfocaba en su carrera política». Sus frecuentes ausencias, junto con la muerte de tres de sus hijos y la «tensión» de cuidar a varios niños —aunque con la ayuda de su madre, sirvientes y esclavos—, hicieron que la salud física y mental de Pamela se deterioraran. Después de la muerte de su madre en febrero de 1791, Pamela desarrolló depresión y comenzó a mostrar síntomas de hipomanía. Fue internada por un tiempo en diciembre de 1795, pero su salud siguió agravándose los años posteriores a su dada de alta. Se suicidó el 20 de septiembre de 1807.
Aproximadamente ocho meses después de la muerte de Pamela, Sedgwick anunció su intención de casarse con Penelope Russell, la mayor de diez hermanos —de los cuales seis ya habían fallecido—, hijos de Charles y Elizabeth (de soltera, Vassall) Russell. Charles era un médico graduado de la Universidad de Harvard, mientras que Elizabeth era hija de un plantador destacado de Jamaica. Ambas familias eran leales, por lo que buscaron asilo en Inglaterra y en la Isla Antigua cuando estalló la guerra de Independencia. Sedgwick y Penelope se habían conocido cuando a él le tocó defender al hermano de Charles, William, en un caso de equidad.
Los hijos de Sedgwick estaban «disgustados» de que de su padre planeara casarse tan rápido luego de la muerte de Pamela. Tampoco «aprobaban» a Penelope, a quien consideraban una «derrochadora» que solo estaba interesada en el patrimonio de Sedgwick. A pesar de esto, se casó de todas formas con Russell el 7 de noviembre de 1808. Ninguno de sus hijos fueron informados de la boda, por lo que tampoco asistieron. Permanecieron casados hasta la muerte de Sedgwick en 1813.